# Franceska Mann
Franceska Mann (polonès: Franciszka Mann)  (Varsòvia, 4 de febrer de 1917 - Auschwitz II-Birkenau, 23 d'octubre de 1943), va ser una ballarina polonesa que, segons alguns relats, va matar un guàrdia nazi, Josef Schillinger, al camp de concentració d'Auschwitz i en va ferir almenys un altre, Wilhelm Emmerich. Es diu que les seves accions van provocar un aixecament entre les companyes presoneres jueves abans que ella mateixa fos assassinada.
En la versió més popular (però no verificada) de l'esdeveniment, es diu que Mann va fer un striptease per als nazis al camp de concentració i, quan gairebé estava despullada, va agafar una de les seves sabates i va apunyalar Walter Quakernack a la cara amb el taló de ferro de la sabata, provocant que deixés caure l'arma de foc. Després la va utilitzar per disparar a Schillinger i Emmerich. Schillinger va morir a causa de les seves ferides diverses hores més tard, mentre que Emmerich es va quedar amb una coixera permanent.

## Carrera professional
Franceska Manheimer-Rosenberg (nascuda Franceska Manheimer) era una jove ballarina que residia a Varsòvia abans de la Segona Guerra Mundial. Va estudiar dansa a l'escola de dansa d'Irena Prusicka. Les seves amigues en aquell moment incloïen Wiera Gran i Stefania Grodzieńska. El 1939 va quedar quarta durant el concurs internacional de dansa de Brussel·les entre 125 joves ballarines de ballet.
Va ser considerada una de les ballarines més belles i prometedores de la seva generació a Polònia tant en el repertori clàssic com en el modern.

## La Segona Guerra Mundial
Al començament de la Segona Guerra Mundial va ser artista al nigthclub Melody Palace de Varsòvia. Va ser presonera al Gueto de Varsòvia. En diverses publicacions s'esmenta com a col·laboradora amb els alemanys. El seu nom està associat a «l'afer de l'Hotel Polski».
S'esmenta al relat del testimoni presencial de Filip Müller, Eyewitness Auschwitz. Three years in the gas chambers (1979), així com al relat de Jerzey Tabau, un antic presoner de Birkenau. L'informe de Tabau es va presentar al Tribunal Militar Internacional de Nuremberg com a document L-022.
El 23 d'octubre de 1943, un transport d'uns 1.700 jueus polonesos va arribar en trens de passatgers al camp d'extermini d'Auschwitz-Birkenau, tot i que els havien dit que els portaven a un camp de trasllat anomenat Bergau prop de Dresden, des d'on continuarien cap a Suïssa per ser bescanviats per presoners de guerra alemanys. Una de les passatgers era Francesca Mann. Probablement havia obtingut el seu passaport estranger a l'Hotel Polski del costat ari. El juliol de 1943, els alemanys van arrestar els 600 habitants jueus de l'hotel i alguns d'ells van ser enviats a Bergen-Belsen com a jueus d'intercanvi. Altres van ser enviats a Vittel (França) per esperar el seu trasllat a Amèrica del Sud.
Segons algunes versions, els nouvinguts no estaven registrats però se'ls va dir que s'havien de desinfectar abans de travessar la frontera cap a Suïssa. Els van portar al vestidor al costat de la cambra de gas i els van ordenar que es despullessin. Altres versions de la història esmenten els esdeveniments que segueixen passant a la rampa de selecció o a una zona de treball del camp. Independentment de la ubicació, el que està confirmat és que va ferir mortalment l'oficial de convocatòria, l'Oberscharführer Josef Schillinger, utilitzant una pistola (molts relats diuen la seva) i va fer dos trets, ferint-lo a l'estómac. Després va disparar un tercer tret que va ferir un altre sergent de les SS anomenat Wilhelm Emmerich.
Segons Tabau, els trets van servir de senyal perquè les altres dones ataquessin els homes de les SS; a un SS li van arrencar el nas i a un altre li van esgarrapar cuir cabellut. No obstant això, els relats varien; en alguns Schillinger i Emmerich són les úniques baixes. Es van convocar reforços i el comandant del camp, Rudolf Höss, va venir amb altres homes de les SS amb metralladores i granades. Segons Filip Mueller, totes les persones que encara no es trobaven a la cambra de gas van ser disparades per metralladores. Altres resultats esmentats són les dones jueves que van ser acoblades a la cambra de gas, portades fora i executades, o que Francesca es va suïcidar amb la pistola robada. A causa de diversos relats conflictius, no és clar què va passar realment després; les úniques coses segures són aquell dia que Schillinger va morir, Emmerich va ser ferit i totes les dones jueves van ser assassinades.
Però segons Jan Grabowski, Mann va ser una infame col·laboradora i szmalcownik, que va lliurar als alemanys un membre de la resistència polonesa i poc després, a la tardor de 1942, va ser executada després d'una sentència clandestina.
El Museu d'Auschwitz confirma el relat d'una dona que va disparar als dos guàrdies de les SS el 23 d'octubre de 1943. Es creu que la dona era Franciszka Mann, però la seva identitat no està verificada al 100%.
A l'església parroquial de Sankt Johannes de Tiefenbach, Emmerich estava inclòs en una placa commemorativa de 39 soldats que van caure a la Segona Guerra Mundial. El 2017, el seu nom va ser eliminat de la placa.